# Tine Kos
Tine (Valentin) Kos, slovenski kipar, * 29. januar 1894, Planina pri Češnjicah, † 1979, Ljubljana.

## Življenje
Rodil se je kot eden izmed 13 otrok, vaščani so ga poznali pod imenom Planinski Tine. Njegov oče je bil Franc, mati Katarina (rojena Urbanija). Ljudsko šolo je obiskoval v Moravčah. Ravnatelj šole Janko Toman, ki je zgodaj zaznal njegovo nadarjenost za risanje, je posredoval pri očetu, da ga je leta 1906 dal v šolo za umetno obrt v Ljubljani (kiparski odd. A. Repiča), in mu pri Moravški posojilnici priskrbel trimesečno podporo, ko ga oče samo s svojimi sredstvi ni več mogel šolati. S pomočjo ravnatelja Šubica je nato dobil štipendijo za nadaljnje šolanje. Po končanem šolanju se je za dve leti zaposlil kot risar. Delal je pri kamnoseku mojstru Tomanu, nato pa pri podobarju Ivanu Pengovu v Ljubljani. 
Leta 1913 je odšel na Dunaj študirat na umetnostno akademijo. Šolanje je prekinila prva svetovna vojna, zato je študij zaključil šele leta 1920. Ko se je kot absolvent vrnil, je pet let ustvarjal v domačem kraju v prostorih Češnjiškega gradu. Leta 1923 je dobil večje delo v Beogradu; pri iskanju jugoslovanskih slovanskih junakov so promovirali kneza Koclja iz časov, ko rimska in bizantinska cerkev še nista bili ločeni. Kasneje je Kos v Ljubljani odprl lasten atelje. Leta 1922 je bil med ustanovitelji »Kluba mladih«. Oblikoval je več sakralnih spomenikov ter kipov za opremo cerkva. Razstavljal je v Ljubljani, Mariboru, Sarajevu, Zagrebu, Hodoninu, na 5. jugoslovanski umetnostni razstavi v Beogradu, v Pragi, Berlinu in na Dunaju.
Njegovi sinovi so Marko Kos, slovenski promotor tehniške inteligence, Janko Kos, literarni zgodovinar, in Branko Kos.

## Delo
Veliko je razstavljal ter za svoja dela prejemal priznanja in nagrade. Na številnih natečajih je dosegel prvo mesto, vendar vsi njegovi projekti kljub temu niso bili realizirani. Njegova kariera je bila delno v senci od drugega desetletja po drugi svetovni vojni, ko se je opustil patetični realizem. Med najbolj cenjenimi Kosovimi umetninami so kipi: 
- Kajn (1913)
- Portret kiparja Cota (1919)
- Plevnica (Narodni muzej v Beogradu, 1921)
- Nagrobnik Tomanove družine v Moravčah (1922)
- 12 bronastih svečnikov, za Jadransko-podunavsko banko v Beogradu
- Kentaver, senčnik iz alabastra, doprsna podoba kralja Petra I.
- Samaritanka, za Narodno skupščino v Beogradu
- Žanjica, plaketa, banska uprava v Ljubljani
- Spomenik kralja Petra v Kranju (1926), uničeno
- Portret Ivana Cankarja
- Osnutki za razne spomenike (padlim vojakom, 1925), vojvodi Radomirju Putniku (1927), Ivanu Cankarju (1930)
- Miklošičeva portretna glava za spomenik v Ljubljani (1927)
- Sv. Terezija, Ljubljana (1935)
- Zmaga, simbolna figura, Ljubljana (1947), ukradena
- Tesar - Sekač in Udarink, Pivka (1947)

Leta 1937 je bil postavljen pred sodišče v Ljubljani njegov Miklošičev spomenik skupaj s kipom Pravice v vhodni veži. V skupščini nekdanje skupne države Jugoslavije je postavljen kip Kneza Koclja v velikosti treh metrov, izdelan iz makedonskega marmorja. V Ljubljani je v Tivoliju stal kip Zmage (ukraden). Upodobil je tudi pisatelja Stritarja in Cankarja. Na Jurkovi hiši v Moravčah je marmornat portret pisatelja Frana Detele. Na Brdu pri Kranju sta v parku stala dva njegova kipa delavcev – Udarnik in Sekač. 

### Razstavljanje in hramba del
Leta 1937 je na razstavi v Parizu prejel zlato odlikovanje za delo Mati z otrokom. 
Več njegovih dej je v zasebnih zbirkah, veliko jih je med vojno propadlo, nekaj jih hrani Narodna galerija v Ljubljani. Osnovna šola Jurija Vege v Moravčah hrani njegovo plastiko Sejalec, ki jo je ob odprtju leta 1967 poklonil šoli. V cerkvi svete Terezije na Kodeljevem v Ljubljani je postavljen njegov 3 metre visok kip farne zavetnice.